# ام‌وی اورورا (۱۹۷۷)
ام‌وی اورورا (۱۹۷۷) (به انگلیسی: MV Aurora (1977)) یک کشتی است که طول آن ۲۳۵ فوت (۷۲ متر) می‌باشد. این کشتی در سال ۱۹۷۷ ساخته شد.